# Erbschaftsteuer in den Niederlanden
In den Niederlanden wird bei einem Erwerb von Todes wegen eine Erbschaftsteuer und bei einer unentgeltlichen Zuwendung unter Lebenden eine Schenkungsteuer erhoben. Mit Wirkung zum 1. Januar 2010 wurde die Erb- und Schenkungsteuer umfassend reformiert.

## Steuerpflicht
Die Erbschaftsteuer wird nach dem Erbschaftsgesetz (Successiewet) vom 28. Juni 1956, zuletzt neugefasst am 15. Dezember 2009,  als Erbanfallsteuer erhoben, das heißt, Steuergegenstand ist der Erwerb und Steuerschuldner ist der Erbe. Entsprechendes gilt auch bei der Schenkung, wo aber der Schenker noch neben dem Beschenkten für die Zahlung der Steuer mithaftet. Mit der Reform von 2009 wurden das Erbschaft- und Schenkungsteuerrecht vereinfacht, die Freibeträge angehoben und die Tarife teilweise verringert. Eine Besitzwechselsteuer, die vor allem in den Niederlanden befindliche Vermögenswerte von Ausländern betraf, wurde abgeschafft.
Erbschaftsteuerpflichtig ist der Erwerb von jedem, der zum Zeitpunkt seines Todes in den Niederlanden wohnhaft war oder, soweit er niederländischer Staatsangehöriger war, nicht vor mehr als zehn Jahren aus den Niederlanden weggezogen war. 
Der Schenkungsteuer unterliegt jede Schenkung durch einen in den Niederlanden wohnhaften Schenker sowie einem ehemals gebietsansässigen Schenker noch ein Jahr nach seinem Wegzug bzw. zehn Jahre danach, soweit er niederländischer Staatsangehöriger ist.

## Nachlass
Zum Nachlass gehört das gesamte inländische und ausländische Vermögen des Erblassers. Schenkungen, die von ihm innerhalb von 180 Tagen vor seinem Tod gemacht worden sind, werden hinzugerechnet. Hinzugerechnet werden auch Lebensversicherungen, soweit der Erblasser die Prämien gezahlt hat, sowie – ohne zeitliche Befristung – solche Schenkungen, bei denen sich der Erblasser die lebenslange Nutznießung vorbehalten hatte. Die Gegenstände des Nachlasses werden grundsätzlich mit dem Verkehrswert angesetzt. Selbstgenutzte Wohnungen werden mit dem von den Gemeinden festgesetzten Steuerwert bewertet.
Vom Nachlasswert werden die Schulden des Erblassers wie auch die anlässlich des Todes angefallenen Schulden (Erbfallschulden) abgezogen. Bei Schenkungen gilt Entsprechendes.

## Steuerlicher Partnerbegriff
Ab 1. Januar 2010 wird der Begriff des Partners steuerlich wie folgt bestimmt:
Partner sind alle verheirateten und ihnen gleichgestellten als Partner eingetragenen Personen.
Andere werden dann als Partner behandelt, wenn sie die folgenden Merkmale erfüllen:
- Beide sind volljährig.
- Sie führen einen gemeinsamen Haushalt in persönlicher Gemeinschaft.
- Sie haben in einer notarieller Urkunde ihre gegenseitige Unterhaltspflicht anerkannt.
- Sie sind nicht in direkter Linie blutsverwandt.
- Sie bilden nicht eine Gemeinschaft aus mehr als zwei Personen.

Leben die Personen mindestens fünf Jahre zusammen, bedarf es keiner notariell beurkundeten Unterhaltsvereinbarung.

## Steuerklassen und Steuersätze
Es werden zwei Steuerklassen unterschieden, zudem wird die Steuerklasse 1 unterteilt. Eine gesonderte Steuerklasse für nähere Verwandte wie Geschwister, Onkel und Tanten wurde abgeschafft.
- Steuerklasse I: Partner und Kinder
- Steuerklasse Ia: Großkinder, Urenkel
- Steuerklasse II: alle anderen Personen

Innerhalb der genannten Steuerklassen sind die aus der nachstehenden Tabelle ersichtlichen Steuersätze zu zahlen.
| Erbanfall      | Steuerklasse I | Steuerklasse Ia | Steuerklasse II |
| -------------- | -------------- | --------------- | --------------- |
| bis 118.000 €  | 10 %           | 18 %            | 30 %            |
| über 118.000 € | 20 %           | 36 %            | 40 %            |

## Freibeträge
Folgende Freibeträge (2019) werden gewährt:
- Partner: € 650.913
- Kinder und Großkinder: € 20.616
- kranke und behinderte Kinder: € 61.840
- Eltern: € 48.821
- Übrige: € 2.173

Sterben Erben innerhalb von 30 Tagen nach dem Erbanfall, so entfällt die Erbschaftsteuer. 
Von der Erbschaftsteuer befreit sind gemeinnützige und soziale Einrichtungen.

## Unternehmensnachfolge
Grundsätzlich ist für die erbschaft- und schenkungsteuerliche Bewertung der Fortführungswert eines Unternehmens (also einschließlich des Goodwills) maßgebend, ist der Liquidationswert höher, dann ist dieser maßgebend. Jedoch werden bei Unternehmensübertragungen Freistellungen gewährt, wenn der Übernehmer das Unternehmen mindestens fünf Jahre fortführt. In diesem Fall ist der Unternehmenswert in Höhe des Betrages, mit dem der Fortführungswert den Liquidationswert übersteigt, sowie zusätzlich bis zu einem Betrag von 1.000.000 Euro vollständig von der Steuer freigestellt, ein darüber hinausgehender Wert mit 83 %.

## Schenkungsteuer
Der Steuer unterliegen Schenkungen von Personen, die entweder in den Niederlanden wohnen oder dort in den letzten zehn Jahren vor der Schenkung gewohnt haben, soweit sie niederländische Staatsangehörige sind; anderenfalls verkürzt sich die Frist auf ein Jahr. Die Schenkungsteuer wird grundsätzlich entsprechend den Einteilungen in Steuerklassen und den Steuersätzen wie bei der Erbschaftsteuer erhoben, jedoch gelten andere Freibeträge.
Jedem steht ein jährlich einmal gewährter Freibetrag von 2.000 Euro zu. Kinder haben bei Schenkungen ihrer Eltern einen grundsätzlichen Freibetrag von 5.000 Euro. Kinder im Alter von 18 und bis 35 Jahren können zudem einmalig einen Freibetrag von 24.000 Euro beanspruchen, der sich in bestimmten Fällen (etwa zu Ausbildungszwecken oder um eine Wohnung zu kaufen) bis auf 50.000 Euro erhöht.
Partner gelten schenkungsteuerrechtlich als eine Person. Das heißt, dass Schenkungen, die ein Partner gewährt, immer als Schenkung beider Partner eingestuft werden, wie umgekehrt Schenkungen an einen Partner steuerlich stets an beide erfolgen. 
Schenkungen, die einer moralischen Pflicht entsprechen, sowie Schenkungen, um dringende Schulden wie zur Vermeidung von Zwangsvollstreckungsmaßnahmen zu bezahlen, sind von der Schenkungsteuer befreit. Für den Beschenkten fällt auch dann keine Schenkungsteuer an, wenn diese bereits vom Schenker entrichtet wurde. 
Bei der Schenkung von Grundstücken fallen aus dem vollen – nicht durch einen Freibetrag gekürzten – Wert auch 6 % Grunderwerbsteuer (overdrachtsbelasting) an, die von der Bemessungsgrundlage für die Schenkungsteuer abgezogen wird. 
Freigestellt von der Steuer sind Schenkungen an gemeinnützige und soziale Einrichtungen. 
Verstirbt der Schenker innerhalb von 180 Tagen nach der Schenkung, wird der geschenkte Gegenstand dem Nachlass zugerechnet und unterliegt der Erbschaftsteuer, worauf eine bereits gezahlte Schenkungsteuer angerechnet wird. 
Schenkungen müssen innerhalb eines Monats erklärt werden.

## Vermeidung einer Doppelbesteuerung
Durch die Abschaffung der Besitzwechselsteuer kann es aus niederländischer Sicht in Bezug auf dort befindliche Gegenstände ausländischer Erblasser oder Schenker nicht mehr zu einer Doppelbesteuerung kommen. Etwas anderes gilt hinsichtlich der im Ausland befindlichen Gegenstände von in den Niederlanden wohnhaft gewesenen Erblassern oder wohnenden Schenkern. Hier haben die Niederlande Abkommen zur Vermeidung einer Doppelbesteuerung auf dem Gebiet der Erbschaft- und Schenkungsteuer mit folgenden Ländern geschlossen: Finnland, Israel, Österreich, Schweden, Schweiz, USA und Vereinigtes Königreich. Kommt es mangels eines solchen Abkommens zu einer Doppelbesteuerung von im Ausland befindlichen Nachlassteilen, kann nach dem Gesetz zur Vermeidung von Doppelbesteuerungen die Anrechnung der dort gezahlten Steuer auf die für den betroffenen vererbten oder geschenkten Gegenstand anfallende Steuer verlangt werden. Eine entsprechende Möglichkeit besteht auch dann, wenn es allein wegen des für zehn Jahre nach dem Wegzug eines Niederländers noch in den Niederlanden fingierten fortbestehenden Wohnsitzes zu einer Doppelbesteuerung kommt.